# Silvia Abascal
Silvia Abascal Estrada, (phát âm tiếng Tây Ban Nha: [ˈsilβja abasˈkal esˈtɾaða]) sinh ngày 20.3.1979 tại Madrid, là một nữ diễn viên Tây Ban Nha. Chị có một người chị (em) tên Natalia Abascal, cũng là một nữ diễn viên. Chị học diễn xuất, múa Tây Ban Nha và múa ballet với Juan Carlos Coraza.
Chị xuất hiện lần đầu trên chương trình truyền hình Un, dos, tres... responda otra vez (1992) của Chicho Ibáñez Serrador. Chị được ưa chuộng nhờ vai diễn trong hài kịch tình huống  Pepa y Pepe năm 1994.
Silvia cộng tác với nhiều tổ chức phi chính phủ và là đại sứ Unicef ở Tây Ban Nha Unicef-Comité español).

## Danh mục phim (không đầy đủ)
- Escuchando a Gabriel  (2007, José Enrique March).
- La dama boba (2005, Manuel Iborra).
- Vida y color (2005, Santiago Tabernero)
- El Lobo (2004).
- A mi madre le gustan las mujeres (2002, Inés París). Tên tiếng Anh: My Mother Likes Women
- Canciones de invierno (2004)
- La señorita Zuenig (2004)
- Viento del pueblo: Miguel Hernández (2002)
- La voz de su amo (2001). His Master's Voice (Úc)
- La cartera (2000)
- La fuente amarilla por Miguel Santesmases (2000).
- El tiempo de la felicidad por Manuel Iborra (1997).

## Truyền hình
- El Comisario
- Dentro del paraíso (2005)
- Pepa y Pepe
- Aquí no hay quien viva (2 hồi).
- Hospital Central

## Kịch
- Historia de una vida (2005)
- Siglo XX... que estás en los cielos (2006)

## Các giải thưởng

### Giải Goya
- 2006: Đề cử Giải Goya cho nữ diễn viên chính xuất sắc nhất, phim La dama boba của Manuel Iborra.
- 2004: Đề cử Giải Goya cho nữ diễn viên phụ xuất sắc nhất, phim El lobocủa Miguel Santesmases.
- 2000: Đề cử Giải Goya cho nữ diễn viên mới xuất sắc nhất, phim La fuente amarilla của Miguel Santesmases.

### Unión de Actores(Liên đoàn diễn viên)
- 2005: Đề cử - Nữ diễn viên kịch xuất sắc nhất, vở Historia de una vida.
- 2004: Đề cử - Nữ diễnv iên phụ xuất sắc nhất, vở El Lobo

### Liên hoan phim Málaga
- Nữ diễn viên chính xuất sắc nhất (2006), phim La dama boba của Manuel Iborra.